# Comuna Komarnîkî, Turka
Komarnîkî (în ucraineană Комарники) este o comună în raionul Turka, regiunea Liov, Ucraina, formată din satele Bukovînka, Komarnîkî (reședința), Zakîcera și Zvoreț.

## Demografie
Componența lingvistică a comunei Komarnîkî
     Ucraineană (100%)
Conform recensământului din 2001, toată populația comunei Komarnîkî era vorbitoare de ucraineană (100%).